# Gerd Seifert (Fußballspieler)
Gerd Seifert (* 29. Juli 1962 in Görlitz) ist ein ehemaliger deutscher Fußballspieler. In der höchsten Spielklasse des DDR-Fußballs, der Oberliga, spielte er für die SG Dynamo Dresden, die BSG Stahl Riesa, den FC Karl-Marx-Stadt und den FC Rot-Weiß Erfurt.

## Sportliche Laufbahn

### Gemeinschafts-, Club- und Vereinsstationen
Mit 12 Jahren wurde Seifert in die Kindermannschaft der Sportgemeinschaft Dynamo Niesky aufgenommen. 1975 wechselte er zu Dynamo Görlitz und ein Jahr später zu Dynamo Dresden. Gleichzeitig wurde er Schüler der Kinder- und Jugendsportschule. Zur Saison 1980/81 wurde er, dem Juniorenbereich entwachsen, für die Dynamo-Elf in der Nachwuchsoberliga nominiert, für die er drei Jahre lang spielte.
Sein erstes Oberligaspiel im Männerbereich bestritt er am 16. Oktober 1982 gegen den FC Vorwärts Frankfurt (Oder), als er in der 46. Minute eingewechselt wurde. Als 1983 die Nachwuchsoberliga aufgelöst wurde, kam er in das Aufgebot der SGD-Reserveelf. Mit dieser Mannschaft spielte er 1983/84 in der drittklassigen Dresdner Bezirksliga, wurde mit 28 Treffern Torschützenkönig und hatte damit erheblichen Anteil an jener später über eine Aufstiegsrunde erreichten Qualifikation für die Liga. Außerdem bestritt er in dieser Spielzeit weitere fünf Oberligaspiele in Vertretung für den verletzten Torsten Gütschow.
Mit der Empfehlung von zehn Oberligaeinsätzen mit insgesamt drei Torerfolgen wurde der Sportstudent für die Saison 1984/85 offiziell in das Oberligaaufgebot von Dynamo Dresden aufgenommen. Der 1,84 Meter große Seifert wurde jedoch nicht mehr in der Oberliga eingesetzt und spielte stattdessen weiter in der 2. Mannschaft, für die er in diesem Spieljahr mit 20 Treffern erneut die meisten Tore erzielte.
Nachdem Seifert im Sommer 1985 bei Dynamo Dresden aussortiert wurde, spielte er ab der Saison 1985/86 für die BSG Stahl Riesa. Für die Stahlwerker spielte Seifert zwei Jahre und konnte sich als Stammspieler auf der Position des Mittelstürmers etablieren. Von den 52 in diesem Zeitraum ausgetragenen Punktspielen bestritt er 49 Partien, in denen er neun Tore erzielte.
Zu Beginn der Saison 1987/88 wechselte Seifert zum FC Karl-Marx-Stadt, wo er ebenfalls zwei Jahre bleiben sollte. Es gelang ihm jedoch nicht, sich in Karl-Marx-Stadt ähnlich wie in Riesa durchzusetzen. In den zwei Spielzeiten absolvierte er insgesamt nur 27 Einsätze mit zwei Torerfolgen.
Im Sommer 1989 wechselte Seifert daher zum FC Rot-Weiß Erfurt. 1989/90 wurde er 13-mal aufgeboten, in der Regel als Linksaußen, und schoss dabei vier Tore. Aufgrund jener in der Wendesaison der Liga gegebenen Möglichkeit einer Gastspielgenehmigung für Oberligakicker, gelangen ihm damals parallel vier Treffer für die BSG Motor Weimar in neun Partien im ostdeutschen Unterhaus. 1990/91 kam er für RW Erfurt nur noch in sieben Punktspielen zum Einsatz, ohne dabei ein Tor erzielen zu können. Damit hatte er nur noch partiell an der Qualifikation für die 2. Bundesliga Anteil. In der DDR-Oberliga kam Seifert insgesamt auf eine Bilanz von 106 Oberligaspielen und 18 Tore.
Zur Premierensaison der Amateur-Oberliga im NOFV-Bereich wechselte er zum Bischofswerdaer FV 08. Innerhalb der NOFV-Amateur-Oberliga verabschiedete sich Seifert ein Jahr später von den Schiebockern zum Dresdner SC, für den er 1992/93 und 1993/94 weiterhin drittklassig antrat.

### Auswahleinsätze
Aufgrund seiner Leistungen im Dynamo-Nachwuchs wurde Gerd Seifert für die DDR-U-18-Nationalmannschaft entdeckt. In dieser Auswahl des DFV zählte er zum Endrundenkader beim letztmals ausgetragenen UEFA-Juniorenturnier, der inoffiziellen Europameisterschaft dieser Altersklasse, im Jahr 1980. Insgesamt bestritt er drei U-18-Länderspiele, kam aber beim Turnier in der DDR nicht zum Einsatz.

## Weiterer Werdegang
Als Freizeitfußballer, Spielertrainer und Coach war er von Mitte der 1990er-Jahre bis 2010 bei der Dresdner SG Kesselsdorf aktiv. 2009 wurde er Betreiber einer Gaststätte in Dresden-Wachwitz.
Ebenfalls arbeitete er weiter als Trainer im Amateurbereich. Zur Saison 2010/11 übernahm er die Mannschaft des SV See 90 aus Niesky. Nach nur einem jahr wechselte er im Sommer 2011 zum Radebeuler BC 08, wo er eine Saison als Trainer tätig war. Von 2014 bis 2017 war er Trainer von Eintracht Niesky.